# 蒙特亚拉贡
蒙特亚拉贡，是西班牙卡斯蒂利亚-拉曼恰托莱多省的一个市镇。总面积12平方公里，总人口434人（2001年），人口密度36人/平方公里。